# Thijs van Valkengoed
Thijs van Valkengoed (Lelystad, 6 luglio 1983) è un nuotatore olandese.
Ha partecipato alle Olimpiadi di Atene 2004.

## Palmarès
- Europei in vasca corta

Dublino 2003: bronzo nei 200m rana.
- Europei giovanili

Dunkerque 2000: oro nei 200m rana.
Malta 2001: oro nei 100m rana e nei 200m rana.